# Delaney Williams
Delaney Williams (né le 12 décembre 1962) est un acteur américain de Washington, DC. Il est apparu dans les cinq saisons de la série dramatique de HBO Sur écoute (2002–2008) en tant que sergent Jay Landsman, personnage inspiré du réel policier Jay Landsman (45 épisodes),. Il a eu un rôle dans la mini-série de HBO The Corner (2000), ce qui lui a permis d'attirer l'attention des producteurs qui lui ont proposé un rôle dans Sur écoute. Il a fait des apparitions récurrentes dans des séries telles que New York, unité spéciale, New York, section criminelle, Veep, Cold Case et The Punisher. 

## Filmographie

### Télévision
- 1998 : Homicide : Joey Grimaldi
- 2000 : The Corner : Échelle Guy (2 épisodes)
- 2002 – 2008 : Sur écoute : Sgt. Jay Landsman (45 épisodes)
- 2003 : A la Maison-Blanche : Journaliste (Non crédité)
- 2004 : New York, section criminelle : Ernie Dominguez
- 2004 : Cold Case : Fred Calvin
- 2010 - 2020 : New York, unité spéciale : John Buchanan (13 épisodes)
- 2013 : Veep : Joe Walker
- 2016 : Blue Bloods : Chef de bureau Dennis Egan (3 épisodes)
- 2017 : Elementary : Joseph Tommolino (1 épisode)
- 2017 : The Punisher : O'Connor (3 épisodes)
- 2022 : We Own This City: Kevin Davis, Baltimore Police Department (6 épisodes)
- 2025 : Chicago P.D. : Directeur Jay Scott (saison 12, épisode 12)

### Cinéma
- 1998 : Pecker : Ouvrier du bâtiment
- 1999 : Falling to Pieces : Ed Thomas
- 2000 : Eat me! : Daryl (crédité sous le nom de Bill Delaney)
- 2003 : Président par accident : Routier
- 2004 : Piège de feu : Bill, le pompier
- 2004 : Beneath the Harvest Sky : James